# Vesele (Vesele), Mejova
Vesele (în ucraineană Веселе) este localitatea de reședință a comunei Vesele din raionul Mejova, regiunea Dnipropetrovsk, Ucraina.

## Demografie
Componența lingvistică a localității Vesele
     Ucraineană (95,56%)
     Rusă (3,79%)
     Alte limbi (0,28%)
Conform recensământului din 2001, majoritatea populației localității Vesele era vorbitoare de ucraineană (95,56%), existând în minoritate și vorbitori de rusă (3,79%).